# Вампіри середньої смуги
«Вампіри середньої смуги» — російський детективний-містичний серіал з Юрієм Стояновим в головній ролі. Виробництвом проекту займається компанія Start Studio. Прем'єра двох перших серій відбулася 18 березня 2021 року на відеосервісі Start. Телевізійна прем'єра відбулася 9 серпня 2021 року на ТНТ. 28 квітня 2021 року серіал був офіційно продовжений на другий сезон. Другий сезон вийшов - 13 грудня 2022 року.

## Сюжет
У березовому гаю під Смоленськом знаходять повністю знекровлені трупи двох чоловіків, на яких присутні сліди від укусів. Слідчому з Москви належить розібратися: винні в злочині дикі звірі або місцеві вампіри. В цей же час Ірина Віталіївна — голова зберігачів, що пильно стежать за дотриманням вампірсько-мирських законів, дала ватажку смоленських вовкулаків Святославу Вернидубовичу рівно один тиждень на те, щоб той зміг знайти і покарати вбивцю.

## В ролях
| Актор                            | Роль |
| -------------------------------- | --- |
| Юрій Стоянов                     | дід Слава (Святослав Вернидубович Кривич) первородний вампір                                                   |
| Катерина Кузнецова               | Анна Петрівна Остроумова капітан поліції, оперуповноважений карного розшуку & вампір                           |
| Михайло Гаврилов                 | Іван Олексійович Жалинський капітан поліції, співробітник Управління МВС по розкриттю особливо тяжких злочинів |
| Артем Ткаченко                   | Жан Іванович (Жан-Клод Дешан) лікар & вампір                                                                   |
| Ольга Мединіч                    | Ольга Анваровна Воронцова театральний педагог & вампір                                                         |
| Дмитро Чеботарьов                | Сергій Барановський музикант                                                                                   |
| Сергій Сосновський (з 3-й серії) | Федір Гнатович Зеленцов                                                                                        |
| Дмитро Лисенков (з 5-ї серії)    | Костик (Костянтин Сергійович) син Бредихіних                                                                   |
| Тетяна Догілєва (1-8 серії)      | Ірина Віталіївна Бредихіна глава Хранителів & чиновник міської адміністрації                                   |
| Гліб Калюжний (1-8 серії)        | Женьок (Євген Миколайович Дятлов) Влогер & молодий вампір                                                      |
| Владислав Міллер (3-7 серії)     | Микита Шумілін онук Зеленцова                                                                                  |
| Олександр Устюгов (6-8 серії)    | Клим вампір |
| Віталія Корнієнко                | Настя внучка Бредихіна                                                                                         |
| Вероніка Лисакова                | Люся медсестра                                                                                                 |

## Виробництво
Зйомки пілотної серії серіалу пройшли в Смоленську в квітні 2018 року. У ній були присутні флешбеки боїв 1812 року і часів Жовтневого перевороту. Режисером пілотної серії був Антон Федотов, а перший сезон серіалу знімав Антон Маслов. Роль Ольги в пілоті виконувала Олександра Ребьонок, а в серіалі її змінила Ольга Мединіч. Прем'єра пілотної серії проекту відбулася 14 вересня 2018 року на першому фестивалі телесеріалів «Пілот» в Іванові.
Роль Діда слави спочатку писалася сценаристами під Юрія Стоянова. Актор зіграв цю роль у пілотній серії, але пізніше через зайнятість в інших проектах його замінив Михайло Єфремов. Стоянов сам запропонував творцям серіалу кандидатуру Єфремова на свою роль. 8 червня 2020 року Єфремов став винуватцем ДТП зі смертельними наслідками та фігурантом кримінальної справи, пізніше був поміщений у в'язницю, після чого Стоянов був повернутий на роль Діда слави, всі раніше відзняті епізоди з цим персонажем були перезняті заново.
Зйомки першого сезону серіалу проходили в Москві, Смоленську, Московської області, Серпухові з січня по грудень 2020 року з перервою на карантин. Прем'єрний показ першого сезону відбувся з 18 березня по 6 травня 2021 року на відеосервісі Start.

## Сприйняття
15 Вересня 2018 року за роль Діда слави Юрій Стоянов отримав нагороду як «Кращий актор пілота телевізійного серіалу» на першому фестивалі телесеріалів «Пілот» у Іванові.
Перший сезон був високо оцінений критиками. 28 квітня 2021 року, до показу фінальної серії, шоу було офіційно продовжено на другий сезон. Початок його зйомок заплановано на весну 2022 року.